# Cheilosia margarita
Cheilosia margarita är en tvåvingeart som beskrevs av Hull och Fluke 1950. Cheilosia margarita ingår i släktet örtblomflugor, och familjen blomflugor.
Artens utbredningsområde är Washington. Inga underarter finns listade i Catalogue of Life.